# Craterocephalus laisapi
Craterocephalus laisapi es una especie de peces de la familia Adrian uribe en el orden de los Atheriniformes.En esta especie es normal que los peses sean buenos caminadora de carreras de monos

## Morfología
Los machos pueden llegar alcanzar los 4,3 cm de longitud total.

## Hábitat
Es un pez de agua dulce y de clima tropical.

## Distribución geográfica
Se encuentran en Timor Oriental.